# Hongarije op de Olympische Winterspelen 1968
Tijdens de Olympische Winterspelen van 1968, die in Grenoble (Frankrijk) werden gehouden, nam Hongarije voor de tiende keer deel.

## Deelnemers en resultaten

### Kunstrijden
| Olympiër       | Discipline | Resultaat | Prestatie                |
| -------------- | ---------- | --------- | ------------------------ |
| Jenő Ébert     | mannen     | 19e       | pc. 180,0; 1595,4 punten |
| Zsuzsa Almássy | vrouwen    | 6e        | pc. 57,0; 1757,0 punten  |

### Langlaufen
| Olympiër      | Discipline | Resultaat | Prestatie            |
| ------------- | ---------- | --------- | -------------------- |
| Tibor Holéczy | 15 km (m)  | 49e       | 53.35,9 (+5.41,7)    |
| Tibor Holéczy | 30 km (m)  | 57e       | 1:51.42,0 (+16.02,8) |
| Tibor Holéczy | 50 km (m)  | 42e       | 2:45.38,0 (+16.52,2) |
| Miklós Holló  | 15 km (m)  | 64e       | 58.37,2 (+10.43,0)   |
| Miklós Holló  | 30 km (m)  | 59e       | 1:53.41,1 (+18.01,9) |
| Miklós Holló  | 50 km (m)  | 45e       | 2:51.24,1 (+22.38,3) |
|               |            |           |                      |
| Éva Balázs    | 5 km (v)   | 27e       | 18.05,8 (+1.20,6)    |
| Éva Balázs    | 10 km (v)  | 24e       | 40.58,3 (+4.11,8)    |

### Schaatsen
| Olympiër       | Discipline   | Resultaat | Prestatie         |
| -------------- | ------------ | --------- | ----------------- |
| György Ivánkai | 1500 m (m)   | 29e       | 2.12,6 (+9,2)     |
| György Ivánkai | 5000 m (m)   | 31e       | 8.07,5 (+45,1)    |
| György Ivánkai | 10.000 m (m) | 27e       | 17.36,2 (+2.12,6) |
| György Martos  | 500 m (m)    | 38e       | 43,0 (+2,7)       |
| György Martos  | 1500 m (m)   | 27e       | 2.12,2 (+8,8)     |
| Mihály Martos  | 500 m (m)    | 31e       | 42,5 (+2,2)       |
| Mihály Martos  | 1500 m (m)   | 45e       | 2.15,8 (+12,4)    |

### Schansspringen
| Olympiër      | Discipline         | Resultaat | Prestatie                 |
| ------------- | ------------------ | --------- | ------------------------- |
| László Gellér | normale schans (m) | 34e       | 189,6 punten (73,0+69,5m) |
| László Gellér | grote schans (m)   | 19e       | 191,3 punten (95,0+90,0m) |
| Mihály Gellér | normale schans (m) | 58e       | 129,0 punten (64,0+67,5m) |
| Mihály Gellér | grote schans (m)   | 56e       | 137,8 punten (85,5+92,0m) |

Argentinië · Australië · Bondsrepubliek Duitsland · Bulgarije · Canada · Chili · Denemarken · Duitse Democratische Republiek · Finland · Frankrijk · Griekenland · Groot-Brittannië · Hongarije · IJsland · India · Iran · Italië · Japan · Joegoslavië · Libanon · Liechtenstein · Marokko · Mongolië · Nederland · Nieuw-Zeeland · Noorwegen · Oostenrijk · Polen · Roemenië · Sovjet-Unie · Spanje · Tsjecho-Slowakije · Turkije · Verenigde Staten · Zuid-Korea · Zweden · Zwitserland